# Gyrinophilus gulolineatus
Espèce
Synonymes
- Gyrinophilus palleucus gulolineatus Brandon, 1965

Statut de conservation UICN

 EN B1ab(iii)+2ab(iii) : En danger
Gyrinophilus gulolineatus est une espèce d'urodèles de la famille des Plethodontidae.

## Répartition
Cette espèce est endémique de l'Est du Tennessee aux États-Unis. Elle se rencontre dans les comtés de Roane, de McMinn et de Knox.

## Publication originale
- Brandon, 1965 : A new race of the neotenic salamander Gyrinophilus palleucus. Copeia, vol. 1965, no 3, p. 346-352.